# Візьміть мішок нареченої
«Візьміть мішок нареченої» (англ. The Grab Bag Bride) — американська короткометражна кінокомедія Ферріса Гартмана 1917 року.

## У ролях
- Аль Ст. Джон — лиходій
- Еліс Лейк — дівчина
- Вейленд Траск — франт
- Мей Веллс — домашня жінка
- Френк Геєс — світовий суддя
- Біллі Гілберт — незначна роль
- Гроувер Лігон — незначна роль